# Legeriosimilis tricaudata
Legeriosimilis tricaudata är en svampart som beskrevs av M.C. Williams, Lichtw., M.M. White & J.K. Misra 1999. Legeriosimilis tricaudata ingår i släktet Legeriosimilis och familjen Legeriomycetaceae.   Inga underarter finns listade i Catalogue of Life.